# 孟加拉国广播电台
孟加拉国广播电台是孟加拉国的国营广播电台，总部位于孟加拉国首都达卡。

## 历史及现况
1939年，全印广播电台（AIR）在当时属于英属印度的孟加拉地区设立了分台，并开始了广播。1947年印巴分治后，孟加拉东部被划入巴基斯坦，原属AIR的地方分台成为巴基斯坦广播电台在东巴基斯坦的地方分台。1971年孟加拉国解放战争爆发后，巴基斯坦电台在东巴基斯坦的部分被支持孟加拉独立的一方控制，独立运动人士通过电台宣告了孟加拉国的独立。战争期间，孟加拉广播电台以“孟加拉独立广播电台”（；Swadhin Bangla Betar Kendra）的名称为人所知。战争结束后，孟加拉国正式独立，电台也在1971年12月6日更名为“孟加拉国广播电台”。
目前孟加拉国广播电台共有一个全国总台和12个地方分台，使用中波、调频及短波，除自办节目外，每天还会定时转播英国广播公司国际频道（BBC World Service）的节目。除对内广播外，孟加拉国广播电台还开办了对外广播，目前使用孟加拉语、英语、印地语、乌尔都语、阿拉伯语和尼泊尔语面向亚洲、非洲及欧洲播出，也曾以普什图语和旁遮普语进行广播（这两种语言的广播现已停播），并计划在2017年开设华语以及波斯语广播。